# 酈道元號綜合保障艦
酈道元艦（舷號89）是中國人民解放軍海軍現役的一艘航母訓練綜合保障艦，主要用於支援航空母艦海試、訓練與後勤任務，是中國海軍「航母戰鬥力生成體系」中的關鍵輔助艦艇之一，被譽為「航母保姆」。

## 命名
本艦以中國北魏時期地理學家與文學家酈道元命名，象徵該艦承擔探索與支援任務的功能定位。

## 設計與功能
酈道元艦外型近似大型郵輪，設有完善的生活設施與模擬訓練設備，包括宿舍、食堂、超市、健身房、跑道等空間，並配備與航母相對應的模擬系統，如飛行甲板模擬器、彈射器控制模擬器、航管訓練系統等。
艦上搭載1架直-8大型運輸直升機，具備一定程度的遠程人員與物資運輸能力。另裝備簡易自衛火力，主要用於低烈度威脅下的自我防護。

## 武器系統
酈道元艦安裝有基本自衛武裝，包括：
- 2座81式多管火箭發射器
- 2座57毫米雙聯艦炮
- 2座30毫米雙聯機炮[1]

## 主要任務
酈道元艦的主要任務包括：
- 為航空母艦海試階段提供模擬訓練與技術支援
- 提供遠洋艦員生活設施與訓練空間
- 作為海上移動基地，減少航母對陸基依賴
- 擔任艦員輪休與人力周轉節點[1]

## 服役紀錄
酈道元艦由中國造船工業集團旗下造船廠建造（推測為滬東中華造船或江南造船），約於2020年代初服役。最初任務為支援山東號航空母艦海試，2023年起進一步投入福建號航空母艦系泊與海試階段，停泊於長興島對岸水域。根據報導，酈道元艦被廣泛認為是解放軍打造航母戰力體系中的關鍵節點。

## 同型艦
- 徐霞客艦（舷號88）：2011年服役，首艘航母訓練綜合保障艦，支援遼寧號航空母艦海試。
- 酈道元艦（舷號89）：支援山東號航空母艦與福建號航空母艦。

## 對比補給艦
酈道元艦與901型綜合補給艦（如呼倫湖艦與查干湖艦）同為航母輔助艦，但任務定位不同：
- 訓練保障艦：以人員載運、訓練與生活支援為主，載員高達2500人。
- 綜合補給艦：以油彈與乾貨補給為主，燃油載量可達2萬噸，但載員僅500人左右[1]。

## 外部連結
- 徐霞客只是传说—海军综合保障船命名实锤，向前进一号 （页面存档备份，存于）
- 中国这款军舰全球独一无二 保障新航母迅速形成战力 （页面存档备份，存于）
- 89保障船首度跟隨海試　張召忠：002型最快年底服役 （页面存档备份，存于）
- 国产航母开启第三次海试，舰岛挂出国旗与“试航”旗 （页面存档备份，存于）